# Strehla
Strehla là một quận của Meißen, Saxony, Đức. Đô thị Strehla có diện tích 30,07 km², dân số thời điểm ngày 31 tháng 12 năm 2006 là 4094 người. Đô thị này nằm ở Elbe phía bắc Riesa. 
Strehla gồm các khu vực dân cư sau:
- Forberge
- Görzig/Trebnitz
- Großrügeln
- Lößnig
- Oppitzsch
- Paußnitz
- Unterreußen